# Richmond Tachie
Richmond Tachie (* 21. April 1999 in Berlin) ist ein deutsch-ghanaischer Fußballspieler. Der Offensivspieler steht beim 1. FC Kaiserslautern unter Vertrag.

## Karriere

### Vereine

#### Anfänge in der Jugend
Tachie wurde bei Tennis Borussia Berlin fußballerisch ausgebildet und wurde 2013 im Alter von 14 Jahren in der Nachwuchsabteilung des Bundesligisten VfL Wolfsburg aufgenommen.
Bei den Wölfen durchlief er alle Altersklassen und stand mit der U17 und U19 des Vereins in der Endrunde um die deutsche B- sowie die A-Jugend-Meisterschaft, scheiterte aber beide Male im Halbfinale. Mit der A-Jugend spielte Tachie in der Saison 2016/17 zweiundzwanzigmal in der A-Junioren-Bundesliga, in seinem zweiten U19-Jahr bestritt er in der Saison 2017/18 21 Spiele, schoss dabei sechzehn Tore und legte zwei vor.

#### Erste Schritte im Herrenbereich
Im Sommer 2018 unterschrieb Tachie einen Vertrag bis 2020 und spielte mit der U23 der Wölfe in der Regionalliga Nord. In 22 Viertligapartien war der Rechtsaußen neunmal erfolgreich.
Nach dem vierten Regionalligaspieltag verkaufte der VfL Tachie an den Drittligaaufsteiger FC Viktoria Köln, bei dem dieser einen Einjahresvertrag erhielt. Bei den Kölnern kam er auf dem rechten Flügel nicht an Stammspieler Kevin Holzweiler vorbei und absolvierte lediglich drei Kurz- sowie einen Startelfeinsatz (ein Tor). Nach dem Klassenerhalt wurde sein Vertrag im Sommer 2020 nicht mehr verlängert und der Berliner wechselte zum Westregionalligisten Borussia Dortmund II.
Zur Saison 2022/23 unterzeichnete er einen bis 2024 gültigen Vertrag beim Zweitligisten SC Paderborn 07.
Im Sommer 2023 wechselte er innerhalb der Liga zum 1. FC Kaiserslautern.
Im Winter 2025 wechselt er innerhalb der Liga per Leihe bis Saisonende zu Eintracht Braunschweig.

### Nationalmannschaft
Am 25. April 2018 spielte Richmond Tachie einmal für die deutsche U19-Nationalmannschaft.